# Peter Cetera (album)
| Recensione | Giudizio |
| ---------- | -------- |
| AllMusic   |          |

Peter Cetera è il primo album in studio da solista del cantante statunitense Peter Cetera, pubblicato nel settembre del 1981. Quando è uscito il disco, l'artista era ancora membro dei Chicago.

## Tracce

### LP
Lato A
Testi e musiche di Peter Cetera, eccetto dove indicato.
1. Livin' in the Limelight – 4:20
2. I Can Feel It – 3:07 (Peter Cetera, Ricky Fataar, Carl Wilson)
3. How Many Times – 4:21
4. Holy Moly – 4:25
5. Mona Mona – 3:18

Lato B
Testi e musiche di Peter Cetera.
1. On the Line – 4:00
2. Not Afraid to Cry – 3:27
3. Evil Eye – 2:37
4. Practical Man – 4:45
5. Ivy Covered Walls – 3:56

## Musicisti
Livin' in the Limelight
- Peter Cetera – voce, basso, percussioni
- Steve Lukather – chitarra solista
- Craig Hull – seconda chitarra
- Michael Boddicker – sintetizzatore
- Michael Botts – batteria

I Can Feel It
- Peter Cetera – voce, basso
- Chris Pinnick – chitarra solista
- Carl Wilson – seconda chitarra
- Ricky Fataar – batteria
- Mark Williams – percussioni

How Many Times
- Peter Cetera – voce, basso, chitarra
- Chris Pinnick – prima chitarra
- Rich Eames – pianoforte elettrico
- David "Hawk" Wolinsky – sintetizzatore e solo
- Ricky Fataar – batteria
- Steve Foreman – percussioni

Holy Moly
- Peter Cetera – voce, basso, chitarra acustica
- Chris Pinnick – chitarra elettrica
- Steve Lukather – chitarra elettrica
- Tommy Morgan – armonica e solo
- Ricky Fataar – batteria, percussioni

Mona Mona
- Peter Cetera – voce, basso, seconda chitarra
- Chris Pinnick – prima chitarra
- Gary Herbig – sassofono
- David "Hawk" Wolinsky – sintetizzatore
- Ricky Fataar – batteria

On the Line
- Peter Cetera – voce, percussioni
- Josh Leo – chitarra elettrica e solo
- Craig Hull – chitarra elettrica
- Kenny Edwards – chitarra acustica
- Craig Doerge – pianoforte
- Michael Boddicker – sintetizzatore
- Bob Glaub – basso
- Michael Botts – batteria

Not Afraid to Cry
- Peter Cetera – voce, basso, percussioni
- Chris Pinnick – chitarra elettrica a 6 corde
- Mark Goldenberg – chitarra acustica a 12 corde e assolo
- Ricky Fataar – batteria

Evil Eye
- Peter Cetera – voce, basso, sintetizzatore
- Chris Pinnick – chitarra, chitarra a 12 corde
- Mark Goldenberg – chitarra a 12 corde
- Ricky Fataar – batteria

Practical Man
- Peter Cetera – voce, basso, percussioni, sintetizzatore, vocoder, composizione parte strumenti a fiato
- Chris Pinnick – chitarra
- Craig Hull – chitarra
- William "Smitty" Smith – organo
- David "Hawk" Wolinsky – sintetizzatori
- Ricky Fataar – batteria
- Roland Vazquez – arrangiamento parte strumenti a fiato

Ivy Covered Walls
- Peter Cetera – voce, basso, percussioni
- Chris Pinnick – chitarre e solo
- Carli Muñoz – pianoforte
- Ricky Fataar – batteria

Note aggiuntive
- Peter Cetera – produttore
- Jim Boyer – produttore (eccetto brani: Livin' in the Limelight e On the Line)
- Registrazioni effettuate al "Crimson Sound"
- Jim Boyer – ingegnere delle registrazioni
- Milt Calice e Jim Fiorucci – assistenti ingegnere delle registrazioni
- Michele Slagter – assistente progetto
- Registrazioni aggiunte effettuate al "Village Recorder" da Jim Boyer
- Karen Siegel – assistente ingegnere delle registrazioni ("Village Recorder")
- Brani "Livin' in the Limelight" e "On the Line" e registrazioni aggiunte effettuate al "Record One"
- Greg Ladanyi e Dennis Kirk – ingegneri delle registrazioni ("Record One")
- Jamie Ledner – assistente ingegneri delle registrazioni ("Record One")
- Mixaggio effettuato al "Record One" da Greg Ladanyi e Dennis Kirk
- Jamie Ledner assistente ingegneri del mixaggio ("Record One")
- Mastering effettuato al "Sterling Sound" da George Marino
- Peter Cetera – produttore (brani: "Livin' in the Limelight" e "On the Line")
- John Nieto – dipinto illustrazione copertina frontale
- Diane Nini – foto interno copertina album
- Cetera/Nini – progetto copertina album
- Jeff Adamoff – consulente design copertina album
- Irving Azoff – personal management e front line management[3]

## Classifica
Album
| Anno | Classifica    | Posizione raggiunta |
| ---- | ------------- | ------------------- |
| 1982 | Billboard 200 | 143                 |